# Olsberg (Arisdorf)
Olsberg (toponimo tedesco) è una frazione del comune svizzero di Arisdorf, nel Canton Basilea Campagna (distretto di Liestal).

## Storia

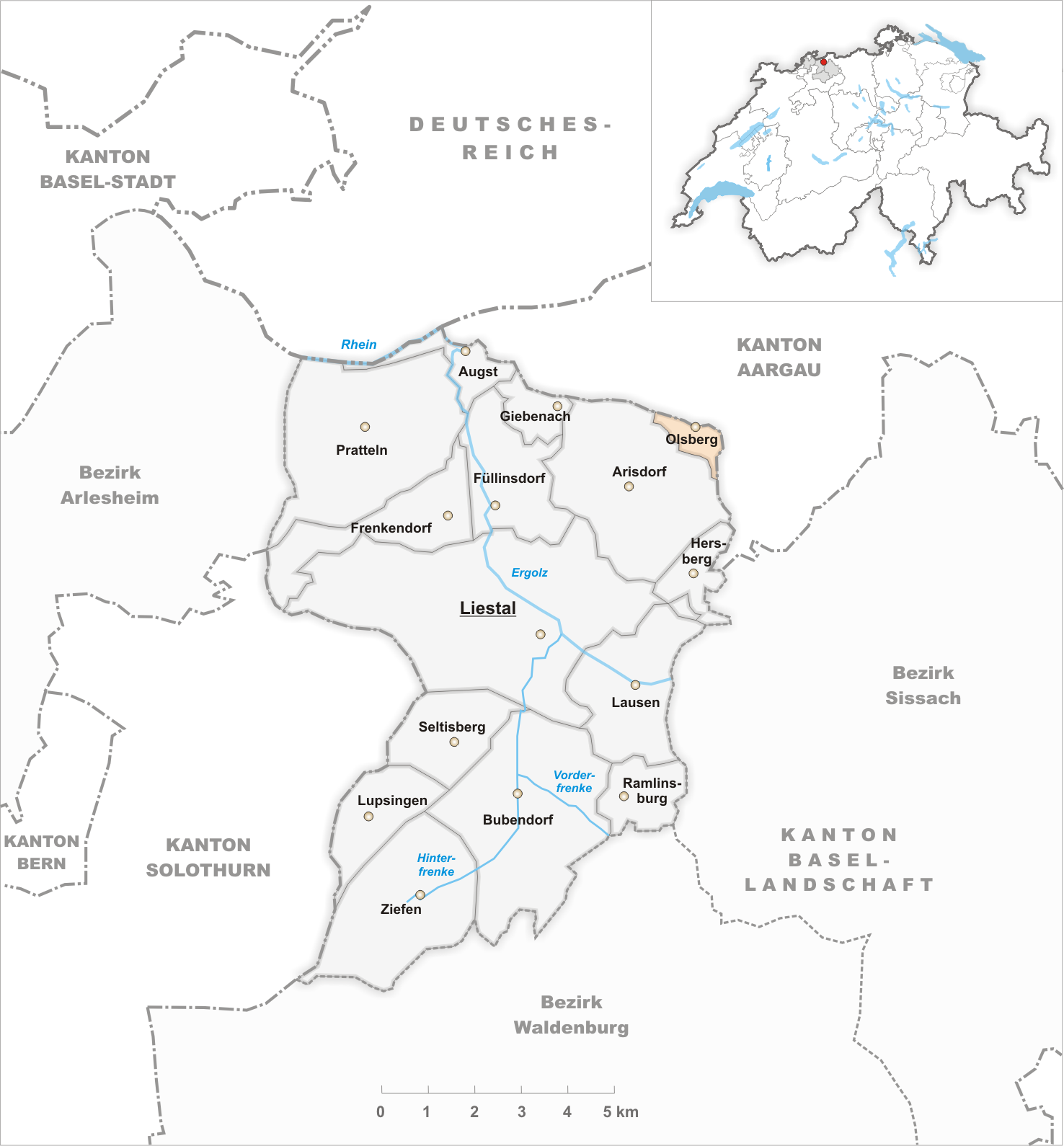
Il territorio del comune di Olsberg prima degli accorpamenti comunali del 1882

Già comune autonomo, nel 1882 è stato accorpato a quello di Arisdorf.